# Valisora
Valisora (románul: Vălișoara) falu Romániában, Erdélyben, Hunyad megyében.

## Nevének eredete
Nevét arról a patakról kapta, amely tőle északra ered és mintegy húsz kilométeren keresztül délnek tartva, Bezsánnál egyesül a Kaján-patakkal, majd nem sokkal lejjebb a Marosba folyik. Ennek neve a román valea szó kicsinyítő képzős változatából való, jelentése 'kis patak'. Először 1506-ban említették, Walyssora alakban.

## Fekvése
A Fehér-Körös és a Maros vízgyűjtője közti vízválasztón, illetve annak déli–délkeleti oldalán fekvő szórt – több falumagból álló – település. A Valisorai-hágó az E79-es út Brád és Déva közötti szakaszának legmagasabb pontja, amelyre az út Brád felől egy meredek domboldalon, több szerpentint alkotva kúszik föl. A falu egyes házcsoportjai közvetlenül a hágó délkeleti oldalán, a főútról elágazó és Ormingya felé emelkedő 76-os út mentén, az E79-es úton két kilométerrel lejjebb (itt találhatók a község kommunális épületei), illetve ettől nyugatra és keletre fekszenek. Négy-hatszáz méteres tengerszint feletti magasságú hegyek veszik körbe. Az E79-es és a DN76-os út kereszteződése Dévától 33 kilométerre északnyugatra, Brádtól 12 kilométerre délkeletre található.

## Lakossága
- 1910-ben 1119 lakosából 1110 volt román és kilenc magyar anyanyelvű; 1106 ortodox és hét római katolikus vallású.
- 2002-ben 827 lakosából 820 volt román és hét magyar nemzetiségű; 812 ortodox, hét római katolikus és hat baptista vallású.

## Története
Első említései idején, a 16. század elején a vajdahunyadi vár uradalmához tartozott. Hunyad vármegye és egyben Erdély határán feküdt. Lakói 1849. február 10-én megtámadták a piski csata sebesültjeit Nagyváradra szállító honvédeket. Április 10-én Csutak Kálmán felégette, de lakói már korábban elmenekültek. A 20. század elején a rudai bányákban dolgoztak, naponta több kilométert gyalogolva.

## Látnivalók
- Az egykori Déva–Brád-vasútvonal viaduktja, közel az ormingyai elágazáshoz, az 1970-es években épült. A vasútvonal építését a második világháború idején, szovjet hadifoglyok és zsidó munkaszolgálatosok munkájával kezdték el, de csak 1987-ben fejezték be, és mindössze tíz évig működött.[2]
- Valisorán egy falumúzeum működik.
- Szent arkangyalok ortodox fatemplom[3]

## Gazdasága
- Helyi termesztésű alma tájfajtája a valisórai savanyú alma (mere acre de Vălișoare).[4]